# Эреньская-Барло, Ханна
Ханна Эреньская-Барло (Эреньская-Радзевская, пол. Hanna Ereńska-Barlo, Ereńska-Radzewska; 12 ноября 1946, Познань) — польская шахматистка, гроссмейстер (1981). Врач-стоматолог.
Играет в шахматы с 6 лет. 5-кратная чемпионка Польши (1971—1980). В составе национальной команды участница 6 Всемирных олимпиад (1972, 1978—1986). Участница ряда зональных турниров ФИДЕ (с 1972); лучший результат: Быдгощ (1981) — 4-е место. Межзональный турнир — Бад-Киссинген (1982) — 14-е место.
Лучшие результаты в других международных соревнованиях: Пётркув-Трыбунальски (1973) — 3-4-е, 1977 — 2-3-е, 1978 — 3-е, 1984 — 5-6-е; Ташкент (1974) — 2-3-е; Смедеревска-Паланка (1978) — 1-2-е, 1979 — 1-е, 1983 и 1985 — 2-е; Белград (1978) — 3-5-е; Нови-Сад (1979) — 2-4-е; Быдгощ (1980) — 3-е; Яйце (1981 и 1984) — 5-6-е и 4-е; Варшава (1986) — 2-3-е; Камагуэй (1987) — 4-5-е места.

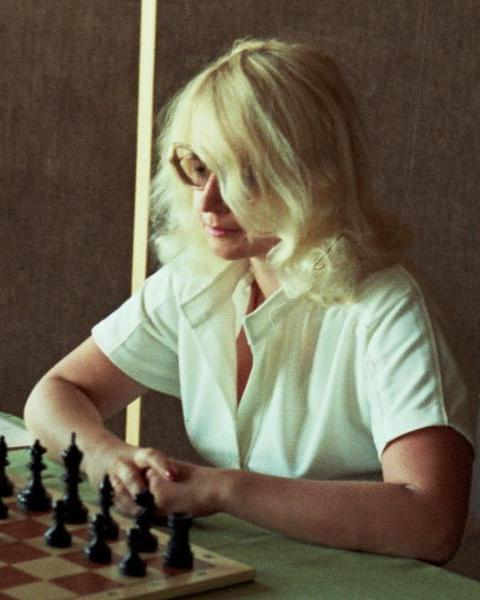
Летом 1982 года, в Бад-Киссингене